# Nicolau Tous i Soler
Nicolau Tous i Soler (Igualada, 21 d'agost de 1795 — Barcelona, 20 de desembre de 1870) fou un empresari català, fundador de la segona fàbrica de filats i teixits de Barcelona que emprà màquina de vapor (1833), i fundador de La Barcelonesa, empresa de foneria i maquinària que més tard es transformà en La Maquinista Terrestre i Marítima. Fou el germà gran, i padrí, de Josep Tous i Soler, frare caputxí i beat.

## Biografia
Nicolau Tous i Soler nasqué al carrer Sant Josep, núm. 10 d'Igualada, primogènit dels 12 fills de Nicolau Tous Carreras i Francesca Soler Ferrer. Fou padrí de baptisme del seu germà Josep, novè fill de la família, nascut el 1811. Vers l'any 1819 la família Tous Soler s'havia establert a Barcelona, al carrer Tantarantana número 4.
L'any 1831 Nicolau Tous i Soler ja tenia una fàbrica de filats i teixits al carrer de les Tàpies, que el 1833 fou la segona de Barcelona en emprar maquinària de vapor, i també posseïa fabricació a Ripoll.
L'any 1838 fundà, juntament amb Joan Güell i Ferrer, Manuel de Lerena, Jaume Ricart i Manuel Serra, la Sociedad Anónima La Barcelonesa, dedicada a la fosa de ferro, reparació de maquinària i fabricació de peces de recanvi, que es va ubicar a l'antic convent dels frares caputxins, ja desamortitzat. L'any 1841 es va associar amb Celedonio Ascacíbar, nascut a Xile i descendent de militars al servei de la corona espanyola, i compraren la participació de Manuel de Lerena a la foneria La Barcelonesa, que va passar a denominar-se Tous, Ascacíbar y Compañía, societat comanditària que es va convertir immediatament en una de les principals empreses del sector. Aquell any l'empresa es va ampliar i s'instal·là en un altre convent desamortitzat, el de Sant Agustí Nou, al carrer de Sant Pau, i s'hi va incorporar el seu fill, Nicolau Tous i Mirapeix (Barcelona ~1810 — 1892). L'empresa inicià la fabricació de maquinària i peces de fosa, aprofitant una situació favorable a nivell d'aranzels. El 14 de setembre de 1855 aquest taller es fusionà amb el de Valentín Esparó y Consocios per formar La Maquinista Terrestre i Marítima, amb un capital social de 20 milions de rals i l'objecte de la fosa de metalls, construcció de bucs, calderes, màquines de vapor terrestres i marítimes, locomotores, motors hidràulics, màquines per a filats, estampats i altres activitats.
Fou designat dues vegades, el 20 i el 28 de novembre de 1842, membre de la Junta Consultiva de Barcelona. L'any 1848 va participar en la fundació de l'Institut Industrial de Catalunya i va ser un dels impulsors més destacats de les exposicions de Barcelona del 1850 i el 1860. L'any 1850 formava part de la Junta Protectora de la Casa Galera de Barcelona. Fou vocal president de la "Junta de Fábricas de Cataluña" i director durant molts anys de l'Institut Industrial. Fou soci de la Societat Econòmica Barcelonesa d'Amics del País, essent president de la secció d'arts i oficis des de 1862 fins a 1866. De 1862 a 1866 fou diputat provincial i comissionat per l'Exposició Universal de París.

## Premis i distincions
- Creu de Comendador de l'Orde de Carles III.[1]